# Porslinssjuka
Porslinssjuka är en sjukdom som drabbar flera europeiska, nordamerikanska och australienska arter av kräfta, bland dem såväl signal- som flodkräfta. Sjukdomen orsakas av parasiterande svampar i släktet Thelohania och likaledes parasiterande enkla eukaryota organismer i släktet Psorospermium. I Sverige orsakas porslinssjuka främst av arterna Thelohania contejeani och Psorospermium haeckeli. Parasiterna angriper kräftans bindväv och muskulatur, men sjukdomen kan diagnostiseras genom synliga melaniniserade (bruna) fläckar. Dessa fläckar är en indikation på en lokal aktivering av immunförsvaret.